# Ludwig I. (Blois)
Ludwig I. von Châtillon (franz.: Louis I de Châtillon; † 26. August 1346 bei Crécy) war ein Graf von Blois und Dunois, sowie Herr von Avesnes aus dem Haus Châtillon. Er war ein Sohn des Grafen Guido I. von Blois († 1342) und der Margarete von Valois, einer Schwester des Königs Philipp VI. von Frankreich. Sein Bruder war Karl von Blois, der Prätendent auf das Herzogtum Bretagne.
Er kämpfte am 26. August 1346 in der Schlacht von Crécy, in der er getötet wurde.

## Ehe und Familie
Ludwig heiratete am 5./10. November 1336 Jeanne d’Avesnes († Dezember 1350 nach dem 15.), Gräfin von Soissons und Herrin von Chimay, eine Tochter von Jean d’Avesnes, Herr von Beaumont, aus dem Haus Avesnes. Sie hatten drei Söhne:
- Ludwig II. († 1372), 1346 Graf von Blois und Dunois, Seigneur d’Avesnes, de Landrecies, de Chimay etc.
- Johann II. († Juni 1381), 1372 Graf von Blois und Dunois; ⚭ 14. Februar 1372 Mechtild, 1371/79 Prätendentin auf das Herzogtum Geldern († 21. September 1384), Tochter von Herzog Reinald II. (Haus Wassenberg) und Sophie Berthout, Vrouwe van Mechelen, Witwe von Gottfried von Loon († 1342), und Johann, Graf von Kleve († 1368)
- Guido II. († 22. Dezember 1397), 1350 Graf von Soissons, 1381 Graf von Blois und Dunois, Seigneur de Dargies, de Baume, de Tongre, de Chimay, de Trélon, d’Avesnes etc.; ⚭ (Ehevertrag 22. August 1370) Marie de Namur († 11. August 1412), Tochter von Guillaume I., Comte de Namur (Haus Dampierre) und Katharina von Savoyen, sie heiratete 1405 in zweiter Ehe Pierre de Bréban, genannt Clignet, Seigneur de Landreville (in Bayonville), Admiral von Frankreich († 1428)

Jeanne de Beaumont heiratete in zweiter Ehe vor dem 13. Februar 1348 Wilhelm I. der Reiche, 1348 Markgraf von Namur († 1. Oktober 1391 in Namur; Haus Dampierre); Wilhelm war während dieser Ehe Vormund der Söhne seiner Frau. Jeanne de Beaumont starb 1350 nach dem 15. Dezember an der Pest.

## Anmerkung
- Ludwig I. von Châtillon war der zweite seines Namens der als Graf von Blois amtierte. Vor ihm regierte bereits Graf Ludwig († 1205) aus dem Haus Blois, allerdings wird dieser in der Regel ohne Ordnungszahl genannt.